# Lac de la Ponsonnière
Le lac de la Ponsonnière est situé dans le massif des Cerces dans les Hautes-Alpes, à une altitude de 2 340 mètres. On peut y accéder à partir du pont de l'Alpe en direction du col du Lautaret au-dessus du Monêtier-les-Bains.